# Championnats du monde de triathlon cross 2021
Navigation
Édition précédente Édition suivante
Les championnats du monde de triathlon cross 2021, organisé par la  Fédération internationale de triathlon (ITU) depuis 2011, se déroulent le 31 octobre 2021 à Guijo de Granadilla en Espagne. Les triathlètes élites se sont affrontés lors d'une épreuve sur distance M, comprenant 1000 mètres de natation, 30 km de vélo tout terrain (VTT) et 10 km de course à pied hors route. La rencontre internationale propose  également lors de cette journée, des compétitions cross pour les catégories junior, U23 (espoir), classe d'âge (amateur) et paratriathlon.

## Palmarès

### Élites
Les tableaux présentent les « Top 5 » et les podiums U23 pour les hommes et femmes des championnats du monde.
| Position           | Triathlète       | Pays     | Temps           |
| ------------------ | ---------------- | -------- | --------------- |
| Médaille d'or      | Arthur Serrières | France   | 1 h 23 min 43 s |
| Médaille d'argent  | Arthur Forissier | France   | 1 h 24 min 50 s |
| Médaille de bronze | Rubén Ruzafa     | Espagne  | 1 h 24 min 56 s |
| 4                  | Lukáš Kočař      | Tchéquie | 1 h 25 min 14 s |
| 5                  | Théo Dupras      | France   | 1 h 25 min 37 s |

| Position           | Triathlète          | Pays     | Temps           |
| ------------------ | ------------------- | -------- | --------------- |
| Médaille d'or      | Loanne Duvoisin     | Suisse   | 1 h 37 min 42 s |
| Médaille d'argent  | Sandra Mairhofer    | Italie   | 1 h 39 min 35 s |
| Médaille de bronze | Aneta Grabmüllerová | Tchéquie | 1 h 41 min 27 s |
| 4                  | Marta Menditto      | Italie   | 1 h 42 min 22 s |
| 5                  | Michelle Flipo      | Mexique  | 1 h 42 min 33 s |

### U23 (espoirs)
| Rang               | Athlète           | Pays        | Temps           |
| ------------------ | ----------------- | ----------- | --------------- |
| Médaille d'or      | Federico Spinazzé | Italie      | 1 h 27 min 17 s |
| Médaille d'argent  | Frederick Webb    | Royaume-Uni | 1 h 28 min 2 s  |
| Médaille de bronze | Jules Dumas       | France      | 1 h 28 min 9 s  |

| Rang               | Athlète               | Pays    | Temps           |
| ------------------ | --------------------- | ------- | --------------- |
| Médaille d'or      | Loanne Duvoisin       | Suisse  | 1 h 37 min 42 s |
| Médaille d'argent  | Marta Menditto        | Italie  | 1 h 42 min 22 s |
| Médaille de bronze | Marina Muñoz Hernando | Espagne | 1 h 42 min 57 s |